# Astracantha delanensis
Astracantha delanensis là một loài thực vật có hoa trong họ Đậu. Loài này được (Širj. & Rech. f.) Greuter miêu tả khoa học đầu tiên năm 1986.